# Ofensiva talibã no Afeganistão em 2013
A ofensiva talibã de 2013, também chamada de ofensiva talibã da primavera de 2013 ou Operação Khalid bin Waleed (assim chamada em homenagem a um dos principais comandantes das forças muçulmanas do século VII), foi uma ofensiva realizada pelo Talibã contra as forças de ocupação da OTAN - a Força Internacional de Assistência à Segurança (ISAF, na sigla em inglês) - declarada e executada a partir de 28 de abril de 2013.
Os talibãs anunciaram o início iminente de sua "ofensiva de primavera" contra o governo afegão, as forças da OTAN e seus "centros diplomáticos", usando ataques suicidas e "agentes infiltrados".
Os principais atentados foram:
- o ataque ao palácio presidencial em Cabul quando, em 24 de junho, um grupo armado de talibãs abriu fogo na entrada do palácio presidencial de Cabul, localizado em Shash Dark, distrito de Cabul, próximo da embaixada dos Estados Unidos no Afeganistão, do Ministério da Defesa afegão, da sede da  Central Intelligence Agency (CIA) e da sede da ISAF. Todos os atacantes foram mortos, oito no total, enquanto entre as forças de segurança afegãs totalizou três mortos e um ferido.[3][4]
- o ataque ao consulado estadunidense em Herat quando, em 13 de setembro, um grupo de talibãs explodiu um caminhão na entrada principal do edifício e iniciou um tiroteio com as forças de segurança. O atentado causou a morte de todos os atacantes, cinco no total, além da morte de dois seguranças e um civil afegão; entre os feridos foram registrados dezoito, incluindo quatro agentes de segurança.[5][6]

Até 29 de outubro de 2013, os militantes realizaram mais de 6 600 ataques, incluindo 1 700 ataques diretos e indiretos, 50 atentados suicidas, 2.000 assaltos armados e 1.180 com explosivos, além de 9 000 emboscadas, todos em 30 províncias do país, principalmente nas províncias de Logar, Gázni, Maidan, Wardak, Cabul, Paktika, Faryab, Farah, Helmand, Zabul e Badaquistão.